# Claudia Piñeiro
Claudia Piñeiro (Burzaco, província de Buenos Aires, 10 de abril de 1960) é uma escritora, roteirista de televisão, dramaturga e contadora argentina.

## Biografia
Em 1978, decidiu se inscrever em Sociologia na UBA, mas a última ditadura cívico-militar argentina (instaurada como corolário do golpe de estado perpetrado o 24 de março de 1976) tinha fechado os cursos que considerava "suspeitos". É por isso que presta exame para a Faculdade de Ciências Económicas (da mesma universidade) e para Matemática. Entra em Ciências Económicas, na carreira de Contadora Pública. Em 1983 se forma como contadora na Universidade de Buenos Aires, profissão que exerce durante dez anos, antes de dedicar-se à escrita.

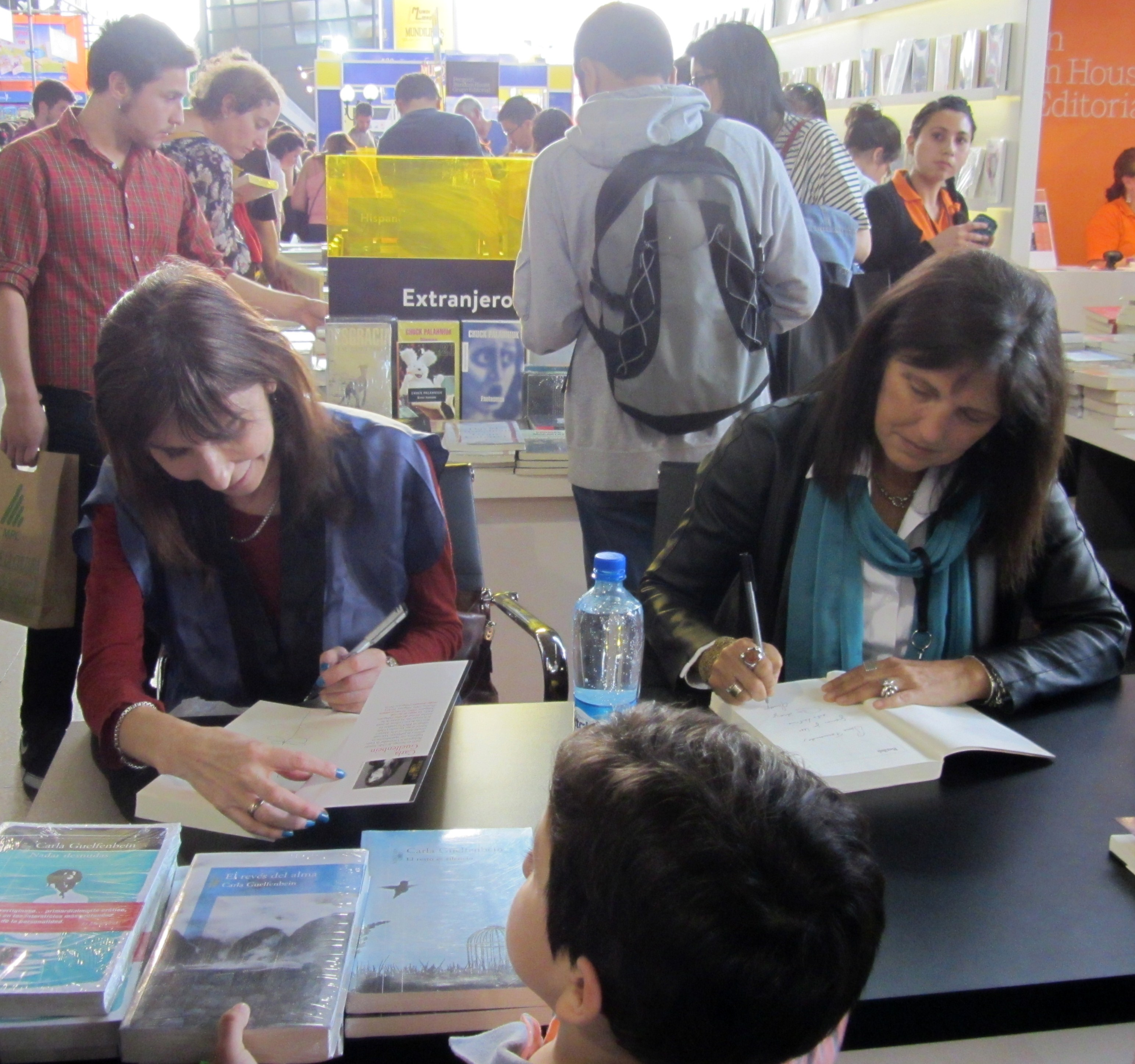
Claudia Piñeiro (direita) assina seus livros junto à escritora chilena Carla Guelfenbein (esquerda)

Escreve uma coluna titulada Los jueves de Claudia Piñeiro no Suplemento Literário Télam da agência de notícias Télam.
Piñeiro tem três filhos. Tem intervindo publicamente em apoio do direito ao aborto.

### Prêmios
Ganhou prêmios nacionais e internacionais por sua obra literária, teatral e jornalística. Além do romance Tuya (2005), finalista do Prêmio Planeta 2003, publicou as histórias infantis Serafín, el escritor y la bruja (2000) e Un ladrón entre nosotros (2005), Prêmio Ibero-Americano Fundalectura-Norma 2005 da Colômbia.

### Netflix
Em 2020, participou da minissérie documentária Carmel ¿quién mató a María Marta?, analisando o Caso García Belsunce. Em 13 de agosto de 2021 a Netflix estreou a série argentina El Reino, um thriller político criado e escrito por Claudia Piñeiro junto com Marcelo Piñeyro, e protagonizado por Diego Peretti, Nancy Dupláa e Chino Darín.

## Obras
- Serafín, el escritor y la bruja (2000)
- Un ladrón entre nosotros (2005)
- Tuya (2005) Tua (Verus, 2015)
- Las viudas de los jueves (2005) As Viúvas das Quintas-feiras (Alfaguara, 2007)
- Elena sabe (2006)
- Las grietas de Jara (2009)
- El fantasma de las invasiones inglesas (2010)
- Betibú (2011) Betibu (Verus, 2014)
- Un comunista en calzoncillos (2013)
- Una suerte pequeña (2015)
- Las maldiciones (2017)
- Catedrales  (2020)

### Contos
- 2018: Quién no
- 2019: Lady Trópico, publicado em Hombres (y algunas mujeres), Revista Zenda.

### Teatro
- 2004: Cuánto vale una heladera
- 2006: Un mismo árbol verde
- 2007: Verona
- 2008: Morite, gordo
- 2009: Tres viejas plumas
- 2021: Cuánto vale una heladera y otros textos de teatro